# Wiesław Podkański
Wiesław Tadeusz Podkański (ur. 12 lutego 1954, zm. 23 kwietnia 2025) – menedżer, wydawca i działacz medialny, odegrał rolę w kształtowaniu polskiego rynku prasowego.

## Życiorys
Jako założyciel i wieloletni prezes Ringier Axel Springer Polska (wcześniej Axel Springer Polska), od 2005 roku pełnił funkcję prezesa honorowego tej firmy. Był również współtwórcą i redaktorem naczelnym miesięcznika "Auto International", a następnie dyrektorem generalnym i prezesem zarządu spółki Phoenix Intermedia we Wrocławiu. Ponadto, współzałożył Izbę Wydawców Prasy, której prezesem był od 2003 roku.
Podkański był absolwentem germanistyki i filozofii na Uniwersytecie Wrocławskim oraz uzyskał stopień doktora nauk humanistycznych.
Jego pogrzeb odbył się 29 kwietnia 2025 na wrocławskim cmentarzu przy ul. Grabiszyńskiej.